# Georg John
Georg John, född 23 juli 1879 i Schmiegel, Provinsen Posen, Kejsardömet Tyskland (nu Smigiel, Polen), död 18 november 1941 i Lódz, Polen, var en tysk skådespelare. Under åren 1916-1933 medverkade han i över 120 tyska filmer, flera av dem i regi av Fritz Lang. På grund av sin judiska börd förbjöds han att verka som filmskådespelare i Tyskland efter Nationalsocialistiska tyska arbetarepartiets maktövertagande 1933.

## Filmografi, urval
- 1919 – Die Spinnen
- 1921 – Den obesegrade döden
- 1922 – Dr. Mabuse, der Spieler
- 1924 – Nibelungen
- 1924 – Sista skrattet
- 1927 – Den stora strejken
- 1927 – Metropolis (ej krediterad)
- 1928 – Spionen (ej krediterad)
- 1930 – Leendets land
- 1931 – M
- 1933 – Dr. Mabuses testamente